# 982

## Události
- 19. února – Vojtěch z rodu Slavníkovců byl zvolen druhým pražským biskupem
- Norman Erik Rudý objevil Grónsko, tři roky ho prozkoumával a r. 986 i založil první osady

## Narození
- Atiša, Indický buddhistický filozof

## Úmrtí
- 2. ledna – Dětmar, první pražský biskup.

## Hlavy států
- České knížectví – Boleslav II.
- Papež – Benedikt VII.
- Svatá říše římská – Ota II.
- Anglické království – Ethelred II.
- Skotské království – Kenneth II.
- Polské knížectví – Měšek I.
- Západofranská říše – Lothar I.
- Uherské království – Gejza
- První bulharská říše – Roman I. Bulharský
- Byzanc – Basileios II. Bulharobijce